# Трисилицид диосмия
Трисилицид диосмия — бинарное неорганическое соединение
осмия и кремния
с формулой Os2Si3,
кристаллы.

## Получение
- Сплавление стехиометрических количеств чистых веществ:

{\displaystyle {\mathsf {2\ Os+3Si\ {\xrightarrow {1820^{o}C}}\ Os_{2}Si_{3}}}}

## Физические свойства
Трисилицид диосмия образует кристаллы
ромбической сингонии,
пространственная группа P bcn,
параметры ячейки a = 1,1157 нм, b = 0,8964 нм, c = 0,5580 нм, Z = 8.